# Østre Anlæg
Østre Anlæg es un parque público de la capital danesa. El parque fue diseñado por el arquitecto paisajista H. A. Flindt, que también diseñó el Ørstedsparken y el Jardín Botánico de Copenhague, ambos en la antigua fortificación. Se encuentra entre el Museo Nacional de Arte, en el extremo sur, y Oslo Plads y la estación de Østerport, en el extremo norte. En este parque hay tres lagos que formaban parte del sistema de fosos.

## Historia

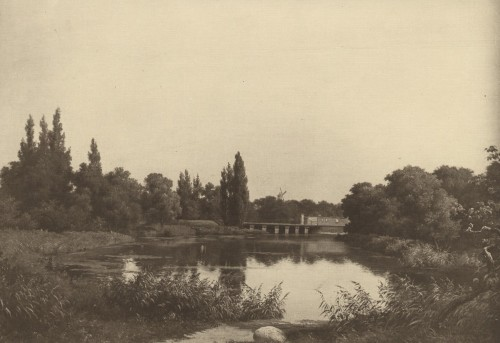
El foso de la ciudad donde hoy se encuentra Østre Anlæg a finales del siglo XVIII

El Østre Anlæg se encuentra en los terrenos por los que discurrió la antigua fortificación de circunvalación de Copenhague hasta la segunda mitad del siglo XIX. Por iniciativa de Ferdinand Meldahl, se decidió destinar gran parte del terreno a nuevos parques públicos. El parque Østre Anlæg se creó cuando el arquitecto paisajista Ole Høeg Hansen convirtió, en la década de 1870, una sección de la antigua muralla del Kastellet en un parque paisajista de estilo inglés. El concepto original se elaboró en 1872, pero su ejecución se retrasó y el límite norte del parque quedó mal definido. 

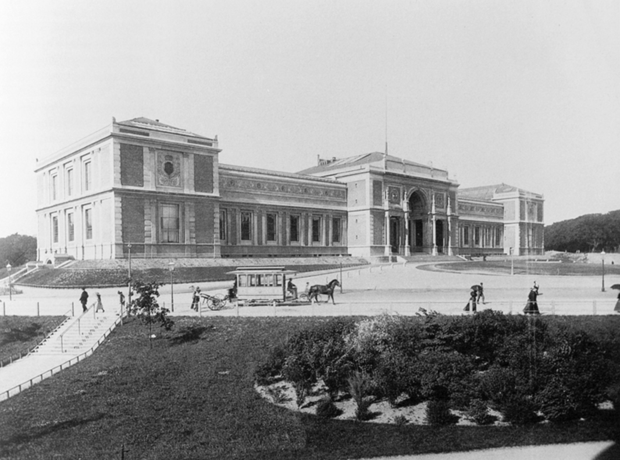
Galería Nacional, c. 1896

La nueva Galería Nacional se inauguró en un rincón del parque en 1896. El edificio fue diseñado por Vilhelm Dahlerup. Años más tarde, el fabricante de tabaco Heinrich Hirschsprung ofreció donar su colección de arte al Estado danés a condición de que este y la ciudad de Copenhague habilitaran un edificio para exponerla en un lugar cercano a la Galería Nacional. Se destinó un pequeño trozo del parque situado junto a Stockholmsgade a este proyecto y el edificio de la Colección Hirschsprung se inauguró en 1911.

## Arte público y monumentos

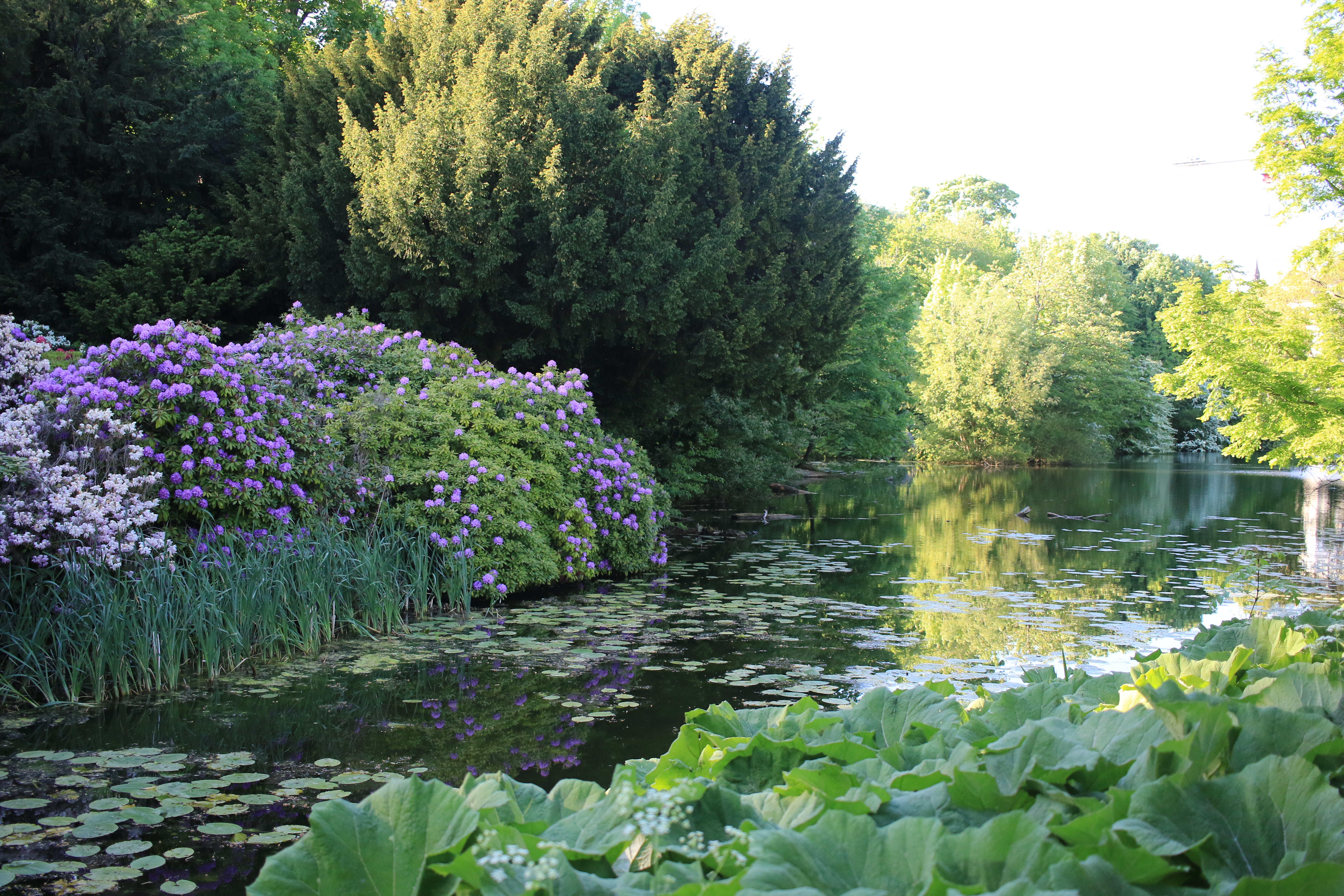
Lago Østre Anlæg

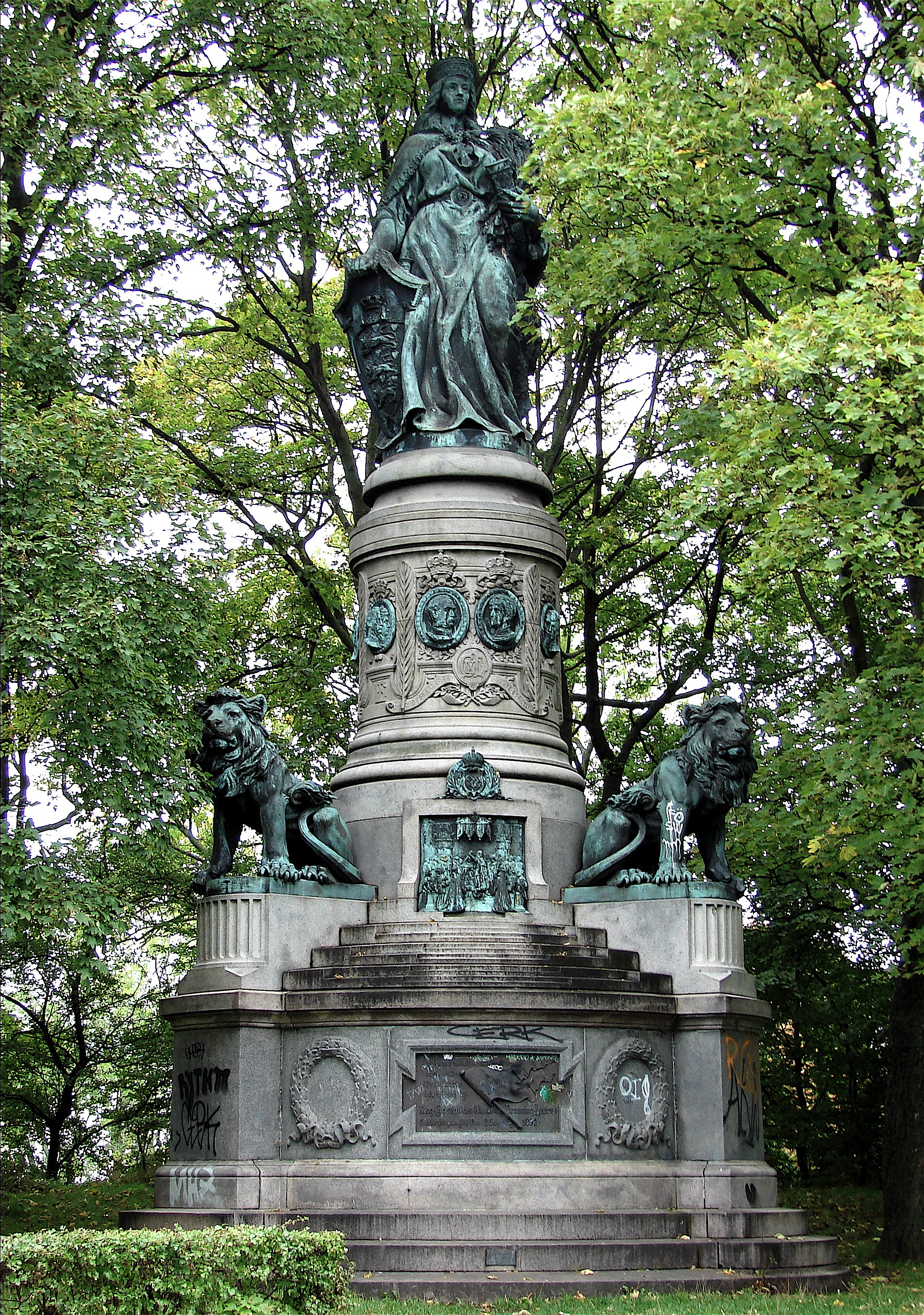
El monumento de Dinamarca

El Monumento a Dinamarca, creado con motivo de las bodas de oro de Cristián IX y la reina Luisa, estaba situado originalmente frente a la Galería Nacional. El monumento, diseñado por Louis Hasselriis, no fue bien recibido ni por el público ni por la crítica. En 1919 se decidió trasladarlo a su ubicación actual en el parque Østre Anlæg.
En el parque también se encuentra una estatua del compositor Niels W. Gade. Creada por Vilhelm Bissen, estaba originalmente en Sankt Annæ Plads, pero más tarde se trasladó a su ubicación actual. Peder Severin Krøyer esculpió un busto del poeta Sophus Schandorph. Krøyer y Schandorph eran amigos. El busto data de 1888. El escritor y educador Sophus Bauditz es conmemorado con un busto situado al pie del Bastión Peuchlers. El monumento conmemorativo, diseñado por Aksel Hansen en 1920, es de ese mismo año. Desempeñó un papel importante en el sistema escolar municipal durante muchos años.
El monumento más joven del parque rinde homenaje al poeta nacional ucraniano Taras Shevchenko. Fue diseñado por Sergej Boguslavskij e inaugurado el 24 de septiembre de 2010, y fue un regalo de la Sociedad Danesa-Ucraniana. Cerca de la entrada de Sølvtorvet se alza la escultura Det går mod skumring, de 1902, de Aron Jerndahl.